# Dendrocoris humeralis
Dendrocoris humeralis är en insektsart som först beskrevs av Philip Reese Uhler 1877.  Dendrocoris humeralis ingår i släktet Dendrocoris och familjen bärfisar. Inga underarter finns listade i Catalogue of Life.